# Grand Ballon
Grand Ballon (něm.: Großer Belchen) je nejvyšší vrchol pohoří Vogézy, ležící 25 kilometrů severozápadně od Mulhouse ve Francii.
Používá se i název Ballon de Guebwiller podle nejbližšího města Guebwiller, které leží 8 km na východ. Podle Francouzského národního geografického institutu je přesná výška hory 1423,7 metrů nad mořem.